# Ottilie Metzger-Lattermann

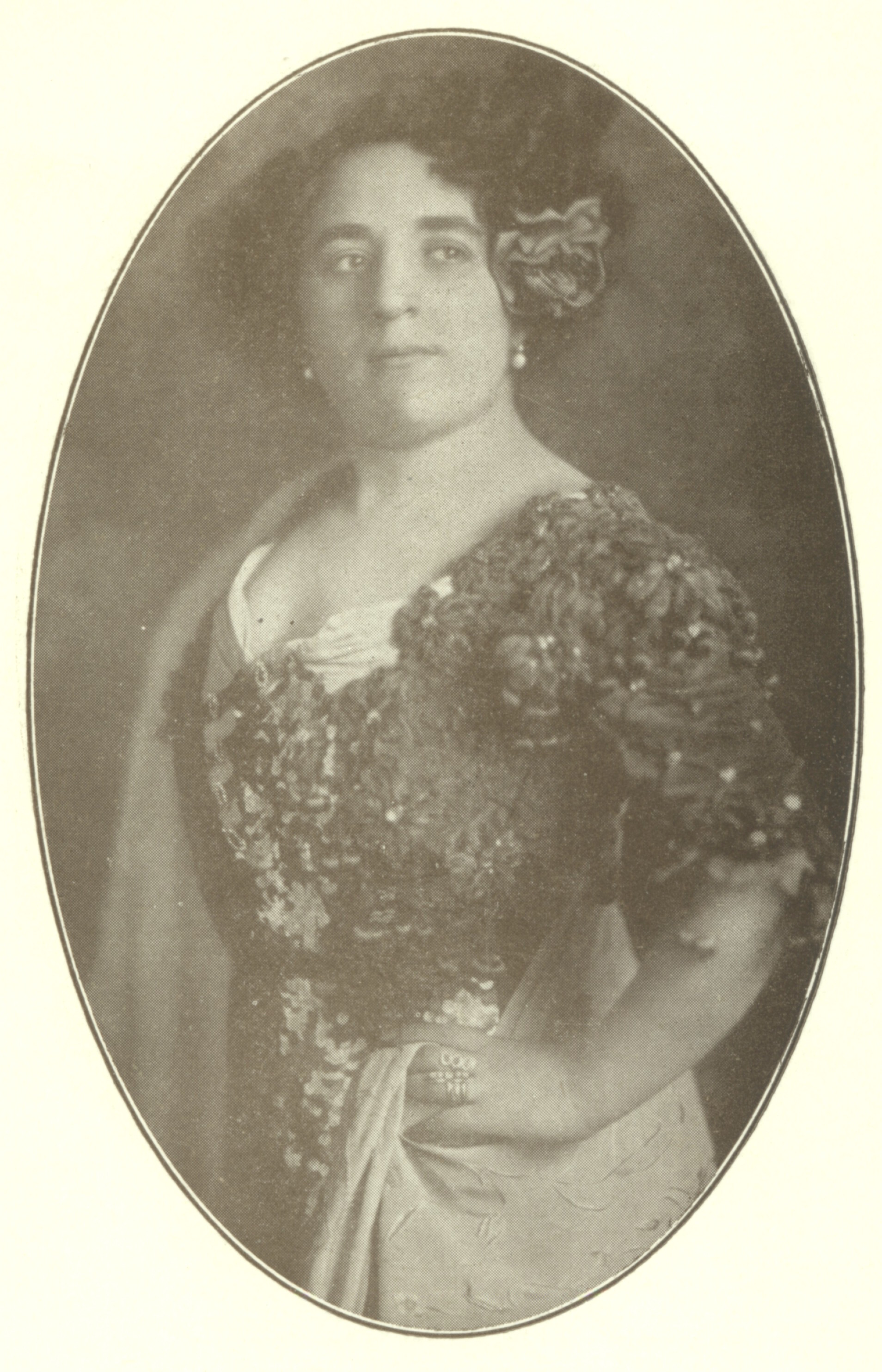
Metzger-Lattermann omkring 1917.

Ottilie Metzger-Lattermann, född 15 juli 1878 i Frankfurt am Main, möjligen död i februari 1943 i Auschwitz, var en tysk operasångerska (alt) och sångpedagog. Som tolkare av Strauss, Wagner och Pfitzner spelade hon på flera stora operahus runtom i Europa och gjorde två turnéer till Nordamerika. 

## Biografi
Metzgers far var journalist och redaktör för Berliner Tageblatt. Hon studerade sång i Berlin under Selma Nicklass-Kempner, Georg Vogel och Emanuel Reicher, och debuterade på Halle stadsteater 1898. Efter att 1900–1903 varit verksam vid operan i Köln, kom hon 1903 till Hamburg och spelade på statsoperan därstädes fram till 1915. Tiden i Hamburg blev begynnelsen på hennes framgång; i staden deltog hon vid premiärerna av Siegfried Wagners Bruder Lustig 1905, Leo Blechs Versiegelt 1908 och Eugen d'Alberts Izeÿl 1909 samt spelade mot Enrico Caruso i Carmen.
Åren 1901–1911 gästspelade hon vid flera teatrar och operor. 1901 uppträdde hon på Berlins Hofoper och statsoperan i Wien, samma år på Theater des Westens, 1903 på Wiesbadens statsteater och Münchens statsteater samt 1909 på Komische Oper Berlin. Därutöver spelade hon på Nürnbergs statsteater, regelbundet på operan i Frankfurt am Main, operan i Leipzig samt statsteatrarna i Weimar och Karlsruhe. 1901–1902 sjöng hon på Bayreuthfestspelen och var 1910 solist vid uruppförandet av Gustav Mahlers åttonde symfoni i München. 1927 anställdes hon som lärare vid Sternska konservatoriet i Berlin.
Första utlandsresorna ägde rum 1902 med gästspel på Royal Opera House i London och Mariinskijteatern i Sankt Petersburg. Till den senare scenen gjorde hon återbesök 1912. Vidare gästspelade hon på ungerska statsoperan i Budapest 1913 och 1912–1913 på Théâtre de la Monnaie, där hon medverkade vid premiären av Nibelungens ring. Mellan 1914 och 1915 företog hon en stor turné i Nordamerika, dit hon återvände 1922–1924 tillsammans med German Opera Company. 1923 sjöng hon på Great Northern Theater i Chicago under amerikapremiären av Wilhelm Kienzls Evangeliemannen, och året därpå medverkade hon vid den amerikanska premiären av d'Alberts Die toten Augen i New York. Metzger besökte 1916 Amsterdam, var 1916–1921 engagerad vid Semperoper i Dresden, inbjöds 1920 till operan i Oslo och spelade 1921 på Liceu i Barcelona.
Sina sista offentliga konserter gav hon 1933 i Berlin med Bruno Walter och i Dresden med Otto Klemperer. Hon fortsatte dock uppträda inom Jüdischer Kulturbund; bland annat gav hon i oktober 1935 föreställningar i Frankfurt av Main. 1939 flydde hon med sin dotter från Tyskland till Bryssel, varest hon arbetade som sångpedagog. Efter invasionen av Belgien  fängslades Metzger 1942 och deporterades till koncentrationslägret Auschwitz. Den avsatte kejsaren Wilhelm II försökte förgäves få henne frigiven, och Metzger avled i Auschwitz under oklara omständigheter. Hon gifte sig första gången 1902 med författaren Clemens Froitzheim och andra gången 1910 med barytonsångaren Theodor Lattermann, efter vilken hon blev änka 1926.
Flitig som grammofonartist gjorde hon sedan 1904 inspelningar för Gramophone & Typewriter, för Odeon 1906–1908, His Master's Voice 1908–1912, Parlophon 1913, Pathé 1912 och för Edison-Amberola 1911. Ett antal inspelningar för Homocord 1929 förblev opublicerade.